# 高校生メディアコンテンツグランプリ
高校生メディアコンテンツグランプリ（こうこうせいメディアコンテンツグランプリ）は、高校生、予備校生が作成した映像作品のコンテスト。

## 概要
映像の制作を通じて、メディアコンテンツの知識や活用能力向上を目的として設立された。公募制であり、応募資格や応募条件を満たしていれば参加出来る。東京工科大学が主催している。

## 一覧
| 開催年             | 名称                                    | 部門                     | テーマ                          |
| ------------------ | --------------------------------------- | ------------------------ | ------------------------------- |
| 2007年（平成19年） | 第1回高校生メディアコンテンツグランプリ | 一般部門                 | 顔                              |
| 2007年（平成19年） | 第1回高校生メディアコンテンツグランプリ | CM部門                   | 頑張っている人 x カロリーメイト |
| 2008年（平成20年） | 第2回高校生メディアコンテンツグランプリ | クリエイタームービー部門 | ありがとう                      |
| 2008年（平成20年） | 第2回高校生メディアコンテンツグランプリ | 携帯ムービー部門         | ありがとう                      |
| 2009年（平成21年） | 第3回高校生メディアコンテンツグランプリ | なし                     | 学校がくれたもの                |

## 主な受賞作品・受賞者

### 第1回（2007年）
カッコ内は作品応募代表者など
- 一般部門グランプリ
  - 言葉に勝る表現力（日ノ本学園高等学校放送部）

- CM部門グランプリ
  - 屋上・ふたり・カロリーメイト（兵庫県立龍野高等学校放送部61回生）

- 優秀賞
  - feeling（個人）
  - いましかできないことがある（個人）

### 第2回（2008年）
カッコ内は作品応募代表者など
- クリエイタームービー部門
  - グランプリ
    - まっすぐに伝えたい（兵庫県立淡路高等学校一宮校放送2年班）

  - 準ブランプリ
    - 青春の「ありがとう」。（個人）
    - ありがとうのカタチ（個人）

  - 構成賞
    - 受験（個人）

  - アイデア賞
    - 旅立つ前に、どうか（個人）

  - CG賞
    - 該当作品なし

- 携帯ムービー部門
  - 東京工科大学賞・日本工学院賞・ワッチミー！TV賞
    - スイカの種を飛ばす雅な動画（個人）
    - 宿題が終わらない！～（兵庫県立淡路高等学校一宮校放送1年班）
    - 夏によくやってしまうこと♪（個人）

### 第3回（2009年）
カッコ内は作品応募代表者など
- グランプリ
  - 輪（わ）（岐阜県立海津明誠高等学校）

- 準グランプリ
  - さがしもの（兵庫県立淡路高等学校一宮校 情報・放送部 3年生チームY）
  - 優勝目指して。（個人）
- 構成賞
  - 学校がくれたもの（長野県梓川高等学校放送部）
- アイデア賞
  - 私がもらったもの（個人）

## 審査員
- 東京工科大学教員
- フジテレビプロデューサー
- ワッチミー!TV編集長

など。

## 関連団体
- 大塚製薬
- パナソニック
- フジテレビラボLLC
- つばさエンタテインメント
- 東京工科大学
- 日本工学院専門学校
- 日本工学院八王子専門学校

## 関連人物
- 金子満 - 第1回コンテスト審査員の一人。
- 川嶋あい- 第3回コンテストのイメージソングである『Color』を制作。同曲は同コンテスト応募作品のBGMとして使用可能であった。